# Graphania boldensis
Graphania boldensis là một loài bướm đêm trong họ Noctuidae.